# Phidippus dianthus
Phidippus dianthus là một loài nhện trong họ Salticidae.
Loài này thuộc chi Phidippus. Phidippus dianthus được Edwards miêu tả năm 2004.